# Пјетра (Напуљ)
Пјетра је насеље у Италији у округу Напуљ, региону Кампанија.
Према процени из 2011. у насељу је живело 57 становника. Насеље се налази на надморској висини од 237 м.